# Коннор Баррон
Коннор Кларк Баррон (англ. Connor Clark Barron, нар. 29 серпня 2002, Кінторе, Шотландія) — шотландський футболіст, півзахисник клубу «Рейнджерс» та молодіжної збірної Шотландії.

## Ігрова кар'єра

### Клубна
Коннор Баррон є вихованцем футбольної академії клубу «Абердин». У 2021 році футболіста було внесено в заявку першої команди але для набору ігрової практики Баррон був відправлений в оренду. Спочатку це був клуб «Бріхін Сіті», ще один сезон він провів, граючи за «Келті Хартс».
На початку 2022 року футболіст повернувся до стану «Абердину» і підписав з клубом контракт до 2024 року. У січні 2022 року він зіграв першу гру в основі у матчі на Кубок Шотландії. А в лютому Баррон дебютував у Прем'єршипі.

### Збірна
З 2022 року Коннор Баррон є гравцем молодіжної збірної Шотландії.